# Templemars
Templemars är en kommun i departementet Nord i regionen Hauts-de-France i norra Frankrike. Kommunen ligger i kantonen Seclin-Nord som tillhör arrondissementet Lille. År 2022 hade Templemars 3 630 invånare.

## Befolkningsutveckling
Antalet invånare i kommunen Templemars
| Referens: INSEE |